# ISO 3166-2:LI
ISO 3166-2:LI – kody ISO 3166-2 dla Liechtensteinu.
Kody ISO 3166-2 to część standardu ISO 3166 publikowanego przez Międzynarodową Organizację Normalizacyjną. Kody te są przypisywane głównym jednostkom podziału administracyjnego, takim jak np. województwa czy stany, każdego kraju posiadającego kod w standardzie ISO 3166-1.
Aktualnie (2017) dla Liechtensteinu zdefiniowano kody dla 11 gmin.
Pierwsza część oznaczenia to kod Liechtensteinu zgodnie z ISO 3166-1, natomiast druga część oznaczenia znajdująca się po myślniku to dwucyfrowy kod jednostki administracyjnej. 

## Kody ISO
| Kod ISO | Nazwa jednostki administracyjnej | Rodzaj jednostki administracyjnej |
| ------- | -------------------------------- | --------------------------------- |
| LI-01   | Balzers                          | gmina                             |
| LI-02   | Eschen                           | gmina                             |
| LI-03   | Gamprin                          | gmina                             |
| LI-04   | Mauren                           | gmina                             |
| LI-05   | Planken                          | gmina                             |
| LI-06   | Ruggell                          | gmina                             |
| LI-07   | Schaan                           | gmina                             |
| LI-08   | Schellenberg                     | gmina                             |
| LI-09   | Triesen                          | gmina                             |
| LI-10   | Triesenberg                      | gmina                             |
| LI-11   | Vaduz                            | gmina                             |